# Romain Desgranges

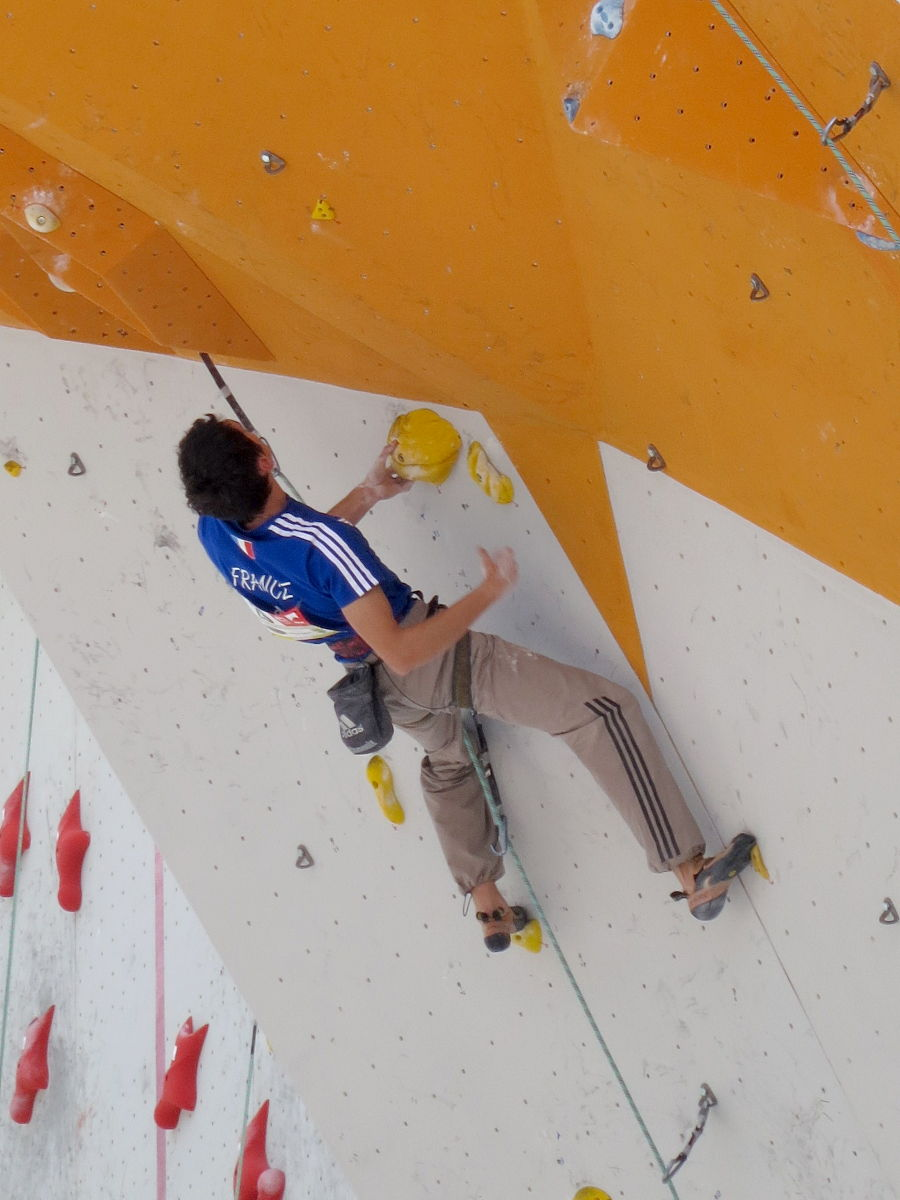
ME 2013 (Chamonix). Romain Desgranges na ścianie wspinaczkowej w prowadzeniu (walczy o złoty medal).

Romain Desgranges (ur. 12 października 1982 w Sainte-Colombe w departamencie Alpy Wysokie) – francuski wspinacz sportowy. Specjalizował się w prowadzeniu oraz we wspinaczce klasycznej. Dwukrotny mistrz Europy we wspinaczce sportowej w konkurencji prowadzenie z 2013 oraz z 2017

## Kariera sportowa
W 2013 w Chamonix na mistrzostwach Europy wywalczył złoty medal w konkurencji prowadzenie, który obronił na mistrzostwach  w 2017 we włoskiej Campitello di Fassa, gdzie w finale pokonał Czecha Adama Ondrę oraz Austriaka Jakoba Schuberta.
Uczestnik World Games w 2009 w tajwańskim Kaohsiung, gdzie zdobył brązowy medal we wspinaczce sportowej w prowadzeniu. Brał udział w World Games we Wrocławiu w 2017, gdzie zajął czwarte miejsce. Wielokrotny uczestnik, medalista prestiżowych, elitarnych zawodów wspinaczkowych Rock Master we włoskim Arco, które wygrał w 2016 w konkurencji prowadzenie.

## Osiągnięcia

### Mistrzostwa świata
| Konkurencje | 2012 | 2014 | 2016 | 2018 | 2019 |
| Prowadzenie | 6    | 7    | 5    | 49   | 25   |

### Mistrzostwa Europy
| Konkurencje | 2004 | 2008 | 2010 | 2013 | 2015 | 2017 |
| Prowadzenie | 18   | 12   | 19   | 1    | 4    | 1    |

### World Games
| Konkurencje | 2009 | 2017 |
| Prowadzenie | 3    | 4    |

### Rock Master
| Konkurencje | 2010 | 2016 |
| Prowadzenie | 5    | 1    |
| Duel        | 4    | —    |